# Buena Vista (Paraguay)
Buena Vista è un centro abitato del Paraguay, situato nel dipartimento di Caazapá; dal 23 giugno 1965 è uno dei distretti del dipartimento.

## Popolazione
Al censimento del 2002 la località contava una popolazione urbana di 1.416 abitanti (5.340 nel distretto). Le principali attività economiche del distretto sono l'agricoltura e l'allevamento.